# Власова (Бердюзький район)
Вла́сова (рос. Власова) — присілок у складі Бердюзького району Тюменської області, Росія.
Населення — 138 осіб (2010, 171 у 2002).
Національний склад станом на 2002 рік:
- росіяни — 97 %